# Lignotuber

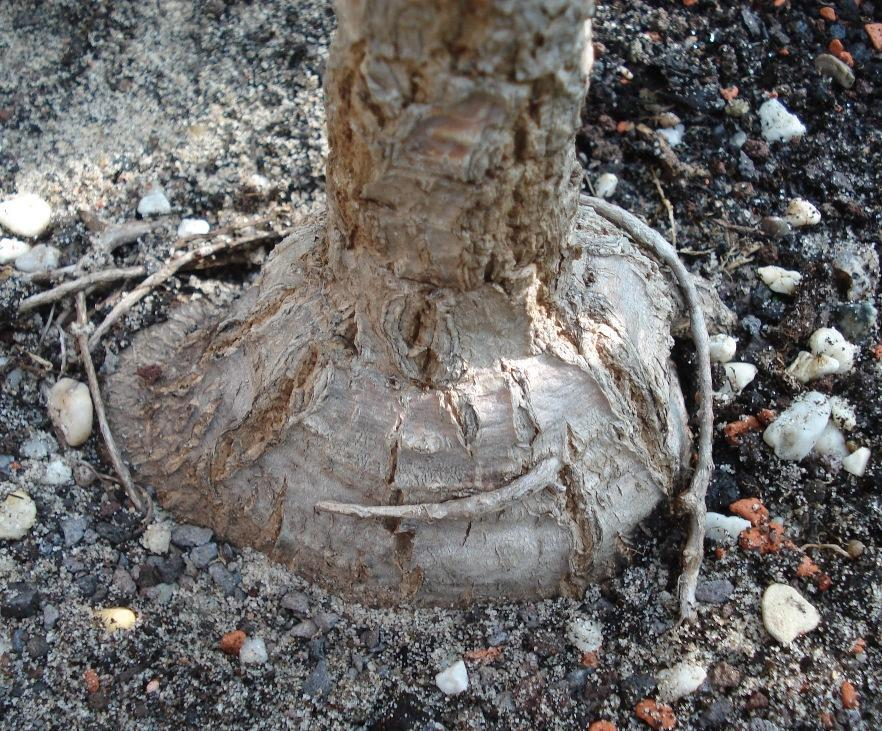
Lignotuber van de Cussonia paniculata, deels bovengronds

Een lignotuber is een zwelling aan de wortelkroon, de verhoute basis van een plant, als bescherming tegen beschadiging, bijvoorbeeld door een natuurbrand. Van hieruit kunnen nieuwe scheuten ontstaan. De wortelkroon bevat ook een voorraad zetmeel, om de groei te ondersteunen bij een tijdelijk gebrek aan fotosynthese. De term "lignotuber" werd in 1924 voorgesteld door de Australische botanicus Leslie R. Kerr. 